# Brüden
Der Brüden (auch: Brodem, Wrasen oder Trocknungsbrüden) ist mit Wasserdampf gesättigte Luft, die beim Trocknen von Feststoffen entsteht. 
In der Verfahrenstechnik wird der Begriff weiter gefasst und umfasst alle Gase, die beim ein- oder mehrstufigen Destillieren von Flüssigkeitsgemischen, Verdampfen, Entgasen oder Trocknen entstehen. Luft oder flüssiges Wasser sind oft nicht mehr enthalten.
Das bei der thermischen Entgasung von Speisewasser für Dampfkesselanlagen entstehende Gas wird als Fegedampf oder Brüden nach außen abgeleitet.
Die Kondensationsenthalpie des Brüden wird, wenn möglich, wieder im Prozess genutzt. Mit Hilfe der Brüdenkompression kann dies auf einem höheren Temperaturniveau geschehen.